# Bernd Drogan

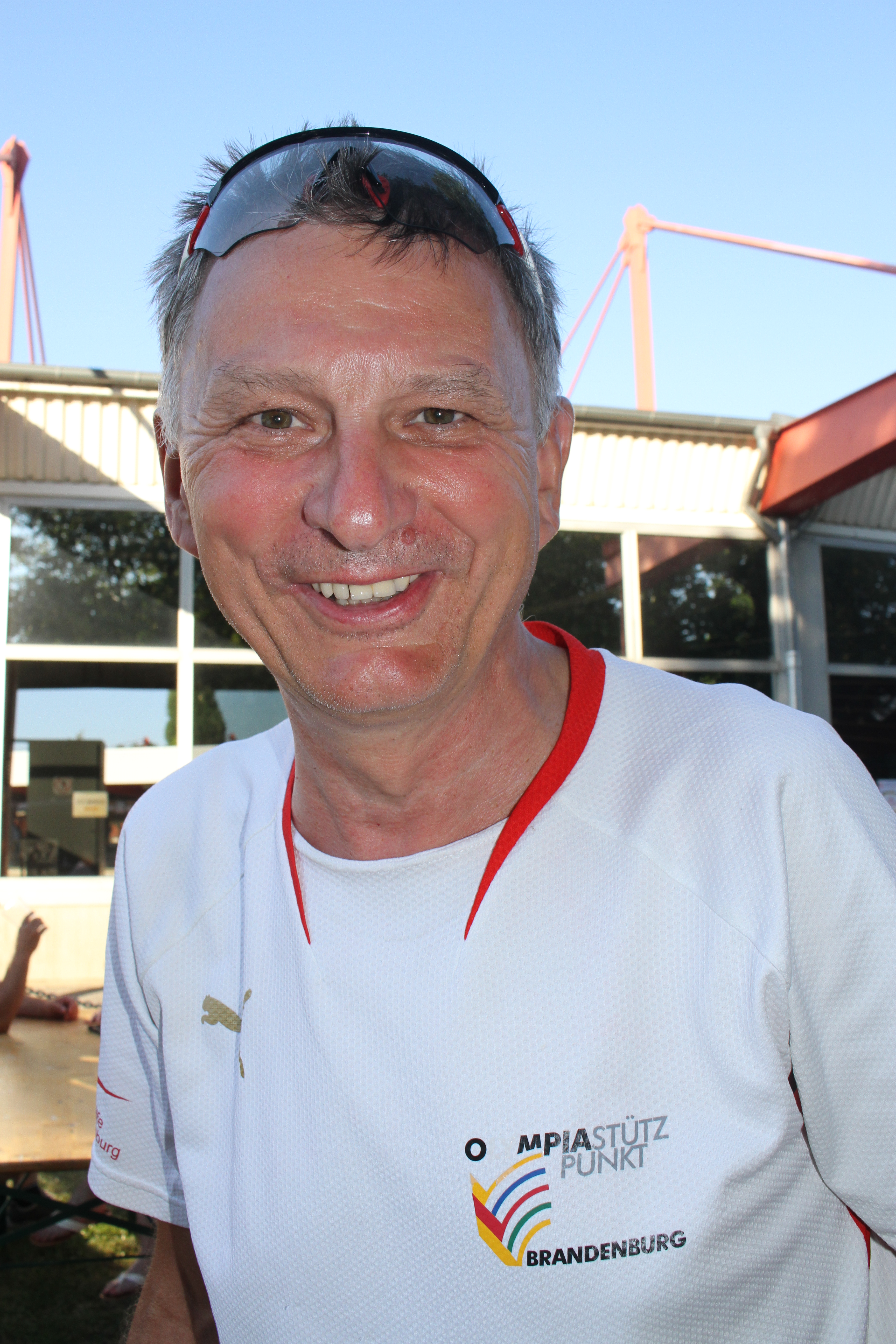
Bernd Drogan (2016)

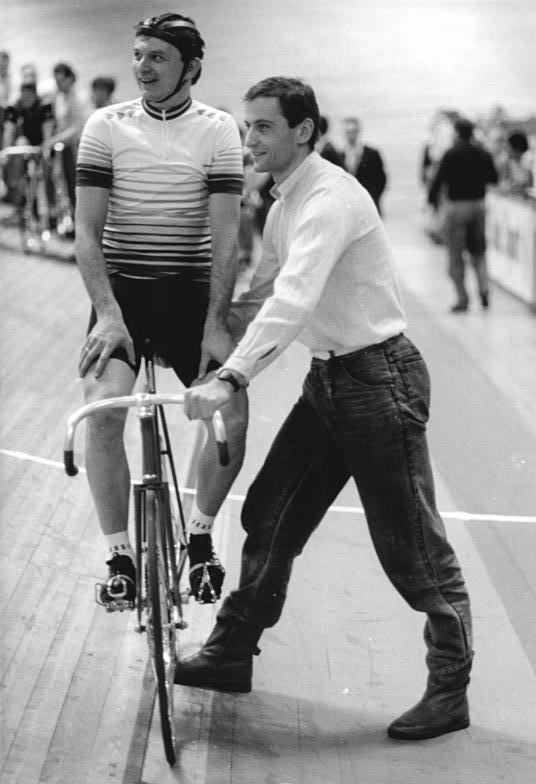
Bernd Drogan wird auf dem Rad gehalten von Lutz Heßlich am 7. Januar 1989 auf der Berliner Winterbahn in der Werner-Seelenbinder-Halle

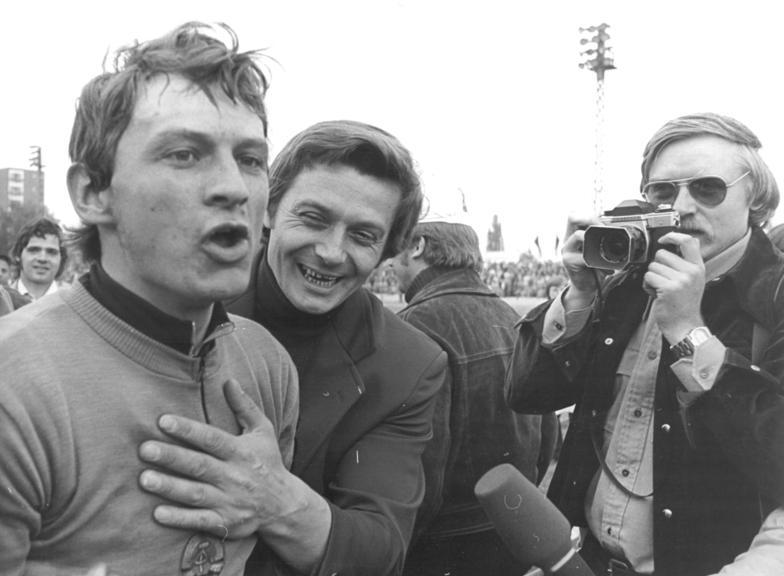
Nach einem Etappensieg bei der Friedensfahrt am 15. Mai 1977

Bernd Drogan (* 26. Oktober 1955 in Bohsdorf bei Döbern) ist ein ehemaliger deutscher Radrennfahrer aus der DDR und Weltmeister im Radsport.

## Jugend
Bernd Drogan begann 1967 bei Lok Forst mit dem Radsport und gewann die in jenem Jahr ausgetragene DDR-Bestenermittlung im Straßeneinzelfahren der Schüler B. 1968 erreichte er beim Einzelzeitfahren einen dritten Platz im Auswahlrennen der Schüler A und wurde im Straßen-Vierer mit der Bezirksauswahl Cottbus Siebenter bei der Kinder- und Jugendspartakiade.
1969 erfolgte die Klubdelegierung zum SC Cottbus. Im gleichen Jahr gewann er mit der Mannschaft den Verbandspokal Straße. 1970 wurde Drogan mit der zweiten Bahn-Vierer Vertretung des SC Cottbus Siebenter bei der Kinder- und Jugendspartakiade. Bei der DDR-Meisterschaft im Straßeneinzelrennen belegte er in der Altersklasse Jugend B den Achten Platz. 1971 wurde Drogan DDR-Meister der Jugend B mit dem Straßen-Vierer. Bei der Bezirksmeisterschaft Cottbus stellte der Vierer des SC Cottbus in der Zusammensetzung Bernd Drogan, Hans-Joachim Hartnick, Adelmeyer, Stegk in 1:08:31,5 h einen neuen DDR-Rekord über 50 km auf. Bei der DDR-Meisterschaft im Straßen-Einzel wurde Drogan Vierter.
1972 gewann er mit dem Straßen-Vierer eine Goldmedaille bei den Jugendwettkämpfen der Freundschaft in Brno. Beim Internationalen Jugendpokal Radsport-Asse der Zukunft wurde Drogan hinter Hartnick und dem Bulgaren Dimitrow Dritter. Bei der Vier-Etappen-Fahrt in Cottbus belegte er den sechsten Platz. Bei der Kinder- und Jugendspartakiade gewann er das 3000-m-Einzelzeitfahren und wurde Zweiter im Straßen-Vierer. Im Straßen-Vierer gewann Drogan die DDR-Meisterschaft der B-Jugend. Er gewann den Endausscheid Olympia-Preis im Straßen-Einzel der Jugend B, wurde Achter der Gesamtwertung des Junioren-Cups in Rumänien und Siebenter der Gesamtwertung der III. Internationalen Sternfahrt der Junioren in Neugersdorf.
1973 wurde Bernd Drogan sechsfacher DDR-Meister der Jugend A – er gewann im Querfeldein-Rennen, in der 4000-m-Einerverfolgung auf der Bahn, im Straßen-Einzel, im Straßen-Mannschaftsfahren, im Kriterium und im Mehrkampf. Weiterhin wurde er in jenem Jahr Zweiter der Vier-Etappen-Fahrt in Cottbus, Zweiter mit der Vierer-Mannschaft bei den Jugendwettkämpfen der Freundschaft in Miskolc/Ungarn und gewann den Endausscheid Olympia-Preis im StraßenEinzel.

## Männer
1973 fuhr Drogan erstmals bei den Männern. In seinem ersten Jahr wurde er Zehnter bei Rund um Langenau, Fünfter im Straßen-Mannschaftsfahren in Polen (mit der zweiten DDR-Nationalmannschaft), Vierter bei Rund um den Scharmützelsee und 17. beim Großen „Sportecho“-Preis in Sebnitz. Außerdem wurde er DDR-Vizemeister im Straßen-Mannschaftsfahren. 1976 gewann er die Harzrundfahrt, die in jenem Jahr als 8. Etappe der DDR-Rundfahrt ausgetragen wurde.
Bernd Drogan startete auch im Männerbereich für den SC Cottbus. Er trainierte bei Manfred Nitschke, später bei Eberhard Pöschke. Sein größter Erfolg war der Weltmeisterschaftssieg im Straßeneinzelrennen nach einer Alleinfahrt von 45 Kilometern. In jenem Jahr und zuvor bereits 1979 wurde er zum DDR-Sportler des Jahres gewählt. Er gewann außerdem im Mannschaftszeitfahren zwei Weltmeistertitel und eine olympische Silbermedaille sowie eine Bronzemedaille im WM-Einzelrennen. Die nationale Meisterschaft im Einzelzeitfahren gewann er 1978 und 1981. 1982 wurde er Dritter der Slowakei-Rundfahrt, wobei er zwei Etappen gewann. Im Tribüne Bergpreis war er 1979 erfolgreich.
Drogan hatte im Verlaufe seiner Radsport-Karriere aber auch viele Rückschläge zu verkraften: 1975 musste er wegen einer Blutvergiftung nach einem Sturz bei der DDR-Rundfahrt aufgeben. 1978 brach er sich kurz vor Beginn der Internationalen Friedensfahrt das Schlüsselbein, bei der Friedensfahrt 1980 gab er wegen der Folgen eines Sturzes auf der zehnten Etappe auf, im Jahr darauf ereilte ihn dasselbe Schicksal, und auch 1983 verhinderte ein Sturz von ihm eine bessere Platzierung als Rang 31.
An den Olympischen Spielen 1984 konnte er wegen des Boykotts der Ostblockländer einschließlich der DDR nicht teilnehmen.

## Nach Karriereende/Berufliches
Nach seinem Rücktritt vom Leistungssport 1986 wurde er Diplomsportlehrer und kehrte als Radsporttrainer zu seinem früheren Klub SC Cottbus zurück. Nach dem Ende der DDR arbeitete er zunächst als Buchhalter und eröffnete später ein eigenes Sportgeschäft. Danach wurde er Trainer beim Brandenburgischen Radsport-Landesverband. Als Freizeit-Radsportler gewann er 2002 die Tour d'Allée, ein Prominenten-Rennen über 100 Kilometer in Binz (Insel Rügen), 2003 wurde er beim gleichen Rennen Zweiter. An der Friedensfahrt, die er als aktiver Sportler viermal (1976 bis 1979) mitgefahren war, nahm er später als Fahrer des Hauptschiedsrichters teil, zuletzt 2004. Im Herbst 2018 gab Bernd Drogan seine Tätigkeit als Trainer beim brandenburgischen Verband auf, um als Lehrer-Trainer zu arbeiten. Er blieb dem Radsport treu und wurde als Freizeit-Sportler Mitglied im Cottbuser Veloteam Old Boys. Im Oktober 2023 beendete Bernd Drogan seine Tätigkeit als Trainer und ging offiziell in die Radsport-Rente.

## Familiäres
Bernd Drogan hat einen Sohn und eine Tochter.

## Erfolge (Auswahl)
1977
- eine Etappe Friedensfahrt
- Gesamtwertung DDR-Rundfahrt
- Gesamtwertung Tour du Vaucluse
- Gesamtwertung Tour de Bohemia

1978
- Gesamtwertung Circuit Cycliste Sarthe
- Gesamtwertung DDR-Rundfahrt

1979
- drei Etappen Friedensfahrt (als Mannschaftskapitän)
- Weltmeister – 100-km-Mannschaftsfahren
- Bronze Weltmeisterschafts-Straßenrennen
- Gesamtwertung DDR-Rundfahrt

1980
- Silber Olympische Spiele 100-km-Mannschaftsfahren

1981
- Weltmeister – 100-km-Mannschaftsfahren

1982
- Weltmeister – Straßenrennen
- Gesamtwertung DDR-Rundfahrt
- Gesamtwertung GP ZTS Dubnica nad Váhom

1983
- Gesamtwertung Slowakei-Rundfahrt
- eine Etappe Tour de l’Avenir

1984
- eine Etappe DDR-Rundfahrt

## Weltmeisterschafts-Platzierungen
| Weltmeisterschaft        | 1975 | 1978 | 1979 | 1981 | 1982 | 1983 |
| ------------------------ | ---- | ---- | ---- | ---- | ---- | ---- |
| StraßenrennenStraße      | DNF  | 62   | 3    | 70   | 1    | 23   |
| MannschaftszeitfahrenMZF |      |      | 1    | 1    |      |      |

## Sonstiges
Drogan war Sportstudent. Er ist 1,81 m groß und wog in seiner aktiven Zeit 72 kg.